# James Robertson (Schriftsteller)
James Robertson (geboren 14. März 1958 in Sevenoaks, Kent) ist ein schottischer Schriftsteller.

## Leben
Robertson wuchs im schottischen Bridge of Allan in Stirlingshire auf. Er besuchte das Glenalmond College und studierte an der Edinburgh University, wo er mit einer Arbeit über die Romane Walter Scotts promoviert wurde. 
James Robertson jobbte im Buchhandel für Waterstones in Edinburgh und Glasgow. 1991 erschien sein erstes Buch, eine Kurzgeschichtensammlung. Von 1993 bis 1995 war er Writer in Residence im ehemaligen Wohnhaus des schottischen Dichters Hugh MacDiarmid. Er ist Autor von Lyrik, Kurzgeschichten und sechs (2016) Romanen. Der Roman The Testament of Gideon Mack stand 2006 auf der Longlist des Man Booker Prize. 
Robertson betreibt den unabhängigen Verlag Kettillonia und ist Mitherausgeber des schottischsprachigen Verlags Itchy Coo, der Kinder- und Jugendbücher herausbringt. Er übersetzt auch Literatur ins Scots. Er lebt in Newtyle bei Dundee.

## Werke (Auswahl)
- Close. Kurzgeschichten. Black and White Publishing, 1991
- The Ragged Man's Complaint. Kurzgeschichten. Black and White Publishing, 1993
- Sound-Shadow. Gedichte. Black and White Publishing, 1995
- I Dream of Alfred Hitchcock. Gedichte. Kettillonia pamphlet, 1999
- The Fanatic. Roman. Fourth Estate, 2000
- Stirling Sonnets. Gedichte. Kettillonia pamphlet, 2001
- Joseph Knight. Roman. Fourth Estate, 2003
- Voyage of Intent: Sonnets and Essays from the Scottish Parliament. Scottish Book Trust and Luath Press, 2005.
- Katie’s Zoo. A Day Oot for Wee Folk. Kinderbuch. Itchy Coo, Edinburgh 2006.
- The Testament of Gideon Mack. Roman. Hamish Hamilton, 2006
  - Der Teufel und der Kirchenmann. Übersetzung Marcus Ingendaay. München : Manhattan, 2008
- Hem and Heid. Gedichte. Kettillonia pamphlet, 2009
- And the Land Lay Still. Roman. Hamish Hamilton, 2010
- Republics of the Mind. Kurzgeschichten. Black and White Publishing, 2012
- The Professor of Truth. Roman. Hamish Hamilton, 2013
- 365: Stories. Kurzgeschichten. Hamish Hamilton, 2014
- To Be Continued…. Kurzgeschichten. Hamish Hamilton, 2016